# Керкубри
Керку́бри (англ. Kirkcudbright, гэльск. Cille Chuithbeirt) — город в Шотландии.
Город Керкубри расположен в южной части Шотландии, в округе Дамфрис-энд-Галловей, на берегу реки Ди, в 6 милях от побережья Ирландского моря. Эта часть округа Дамфрис-энд-Голлуэй со времён Средневековья известна под названием Стюарти, или Керкубришир. Город Керкубри являлся административным центром этого исторического графства. Численность населения Керкубри составляет 3447 человек (на 2001 год).
Название города, в переводе с шотландо-гэльского языка, означает Церковь Кутберта и напоминает о том, что здесь в течение 7 лет покоились мощи святого Кутберта Линдисфарнского, после их эксгумации в Линдисфарне и перед перезахоронением в Честере-ле-Стрит. В 1453 году Керкубри получает статус королевского города. Летом 1461 года, после разгрома своей армии в битве при Таутоне, в Керкубри, через англо-шотландскую границу, бежал от преследовавших его йоркцев король Англии Генрих VI Ланкастер.
В 1861 году к Керкубри была подведена железнодорожная линия и построен вокзал (закрыты в 1965 году). В период с 1880 и приблизительно до 1910 год, в течение примерно 30 лет, в Керкубри существовала колония художников школы Глазго, включавшая в себя также членов групп Глазго Бойс и Шотландские колористы.

## Известные уроженцы и жители
- В Керкубри, в 1747 году, родился Джон Пол Джонс — знаменитый американский капитан — капер, контр-адмирал российского флота.
- В поместье Квинсхилл недалеко от Керкубри, в 1851—1865 жил и умер шотландский изобретатель Нилсон, Джеймс Бомон.

## Галерея

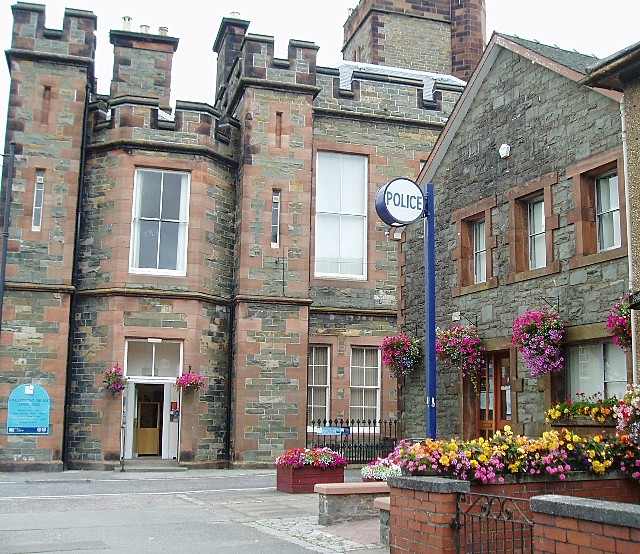
Полицейский участок
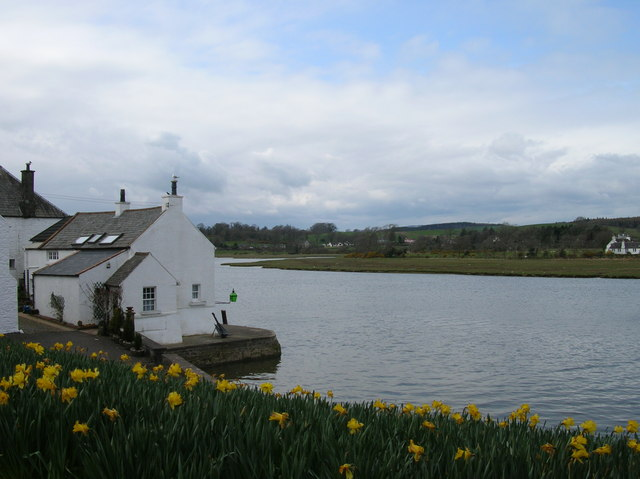
Гавань Керкубри
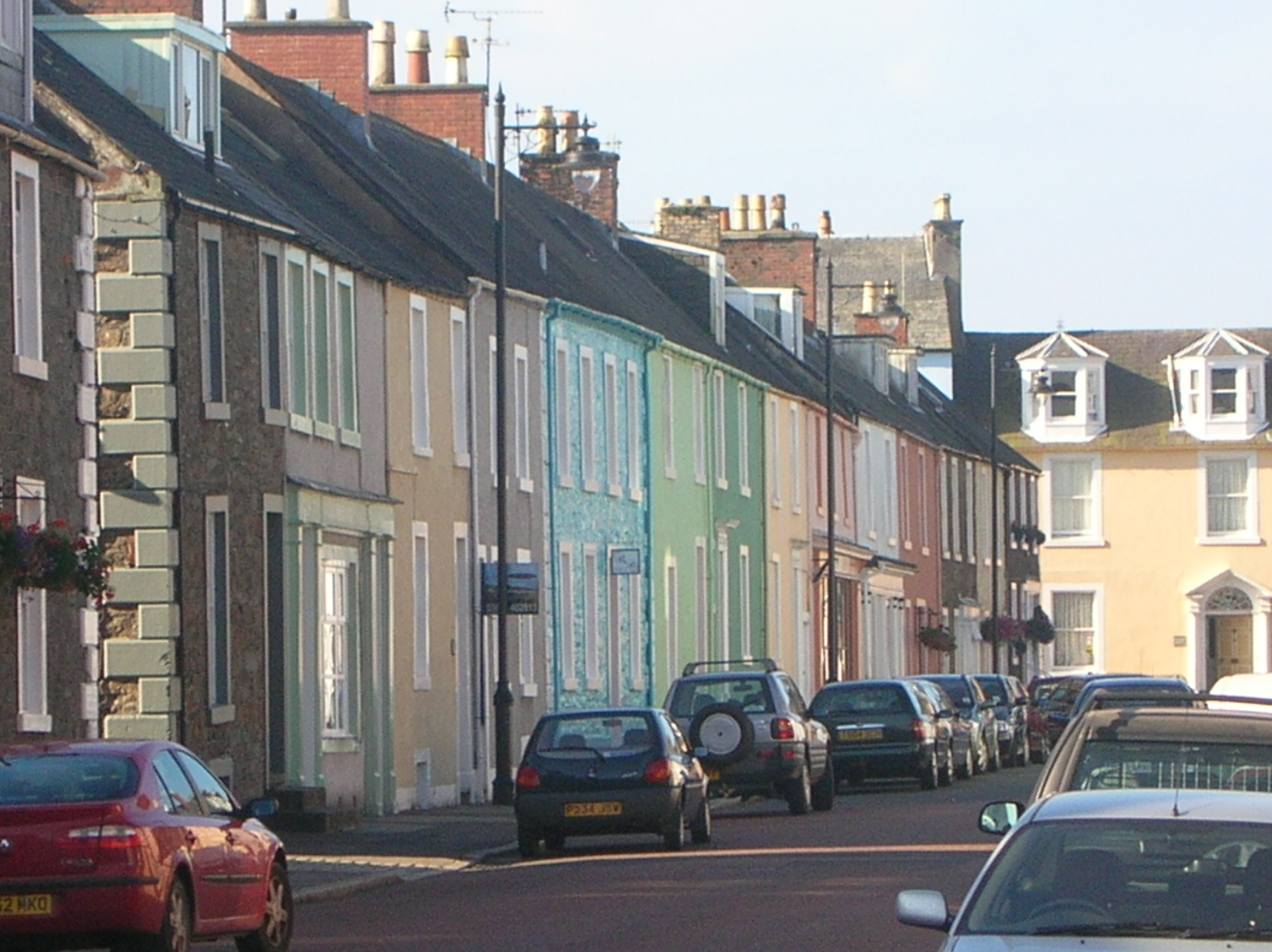
Улица с цветными домами — одна из достопримечательностей
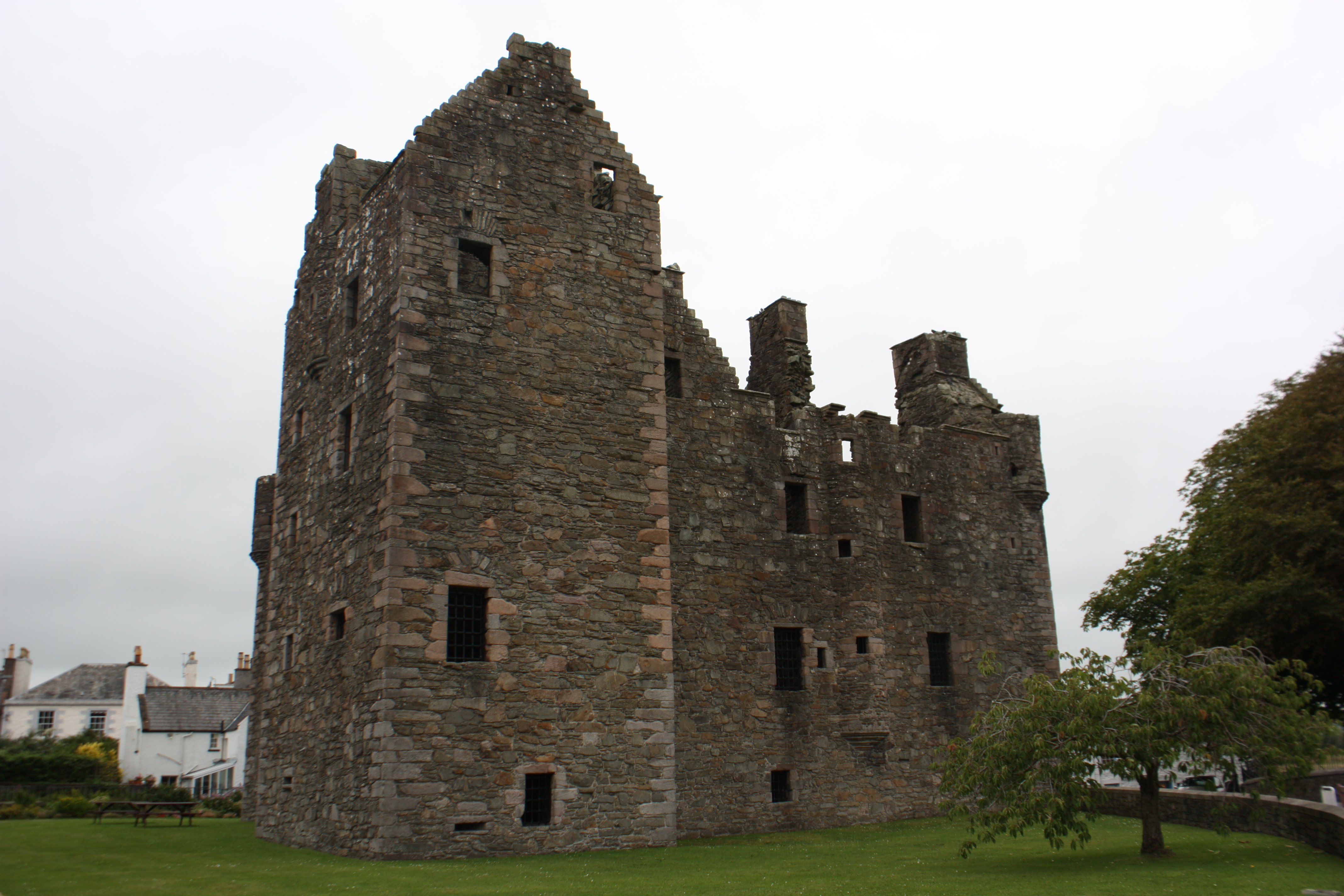
Керкубри
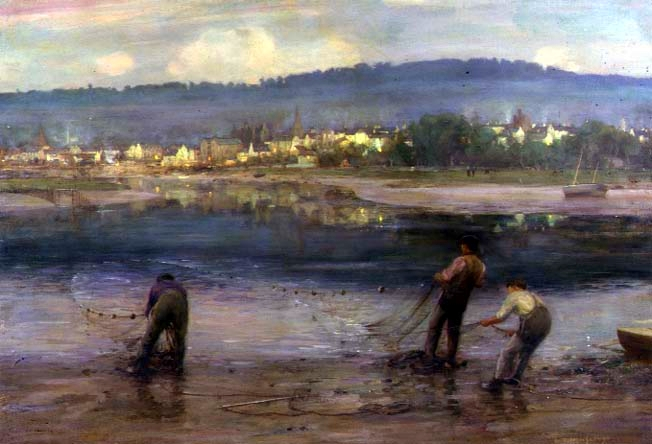
Керкубри (полотно У. С. Макджорджа)